# Søren Schuhmacher
Søren Schuhmacher (* 1974 in Hamburg) ist ein deutscher Opernregisseur.

## Leben und Wirken
Schuhmacher wurde 1974 in Hamburg geboren und wuchs im Ahrensburger Stadtteil Hagen auf. Er machte 1992 sein Abitur an der Stormarnschule in Ahrensburg und studierte an der Universität zu Köln Musikwissenschaft, Theaterwissenschaft und Philosophie. Nach dem Studium war er zunächst als Regieassistent und Co-Regisseur tätig, unter anderem an Opernhäusern in Bonn, Köln, Leipzig, Hamburg, bei den Bayreuther Festspielen und am Théâtre Royal de la Monnaie. Sein Regiedebüt gab er 2004 am Theater St. Gallen mit Janáceks Katja Kabanova. Er wirkte bei Elke Neidhardts Inszenierung von Wagners erstem kompletten australischen Der Ring des Nibelungen-Zyklus an der State Opera South Australia in Adelaide mit. Im Jahr 2005 war er szenischer Leiter der Reihe „Jung“ an der Komischen Oper Berlin, wo er 2006 die szenische Erstaufführung der musikalischen Fabel Filemon Faltenreich von Wilfried Hiller inszenierte. Im selben Jahr wechselte Schuhmacher als Oberspielleiter an die Deutsche Oper Berlin, wo er bis 2010 Teil der erweiterten Direktion war. 2019 wurde Schuhmacher künstlerischer Betriebsdirektor am Staatstheater Darmstadt, 2020 übernahm er dort zusätzlich die Leitung des Musiktheater-Castings. Im Jahr 2024 übernahm Schuhmacher die Position des Operndirektors von Kirsten Uttendorf, die als Intendantin an das Landestheater Detmold wechselte. Im selben Jahr wurde Schuhmacher mit Beginn der Spielzeit 2025/26 für zunächst 5 Jahre zum Intendanten des Theaters Hagen berufen.
Schuhmacher inszenierte Opern, Operetten sowie Musicals an zahlreichen Opernhäusern, darunter Turandot, Hoffmanns Erzählungen und Un ballo in maschera am Theater Nordhausen, Infinito Nero von Salvatore Sciarrino, Carmen und Szenen aus dem Leben der Heiligen Johanna (Co-Regie mit Carl Hegemann und Anna-Sophie Mahler) an der Deutschen Oper Berlin, Barbe-Bleue und My Fair Lady am Staatstheater Mainz, Der König Kandaules am Staatstheater Augsburg und Orphée et Euridice am Staatstheater Darmstadt.

## Inszenierungen (Auswahl)
- 2004: Katja Kabanova, Theater St. Gallen
- 2006: Filemon Faltenreich, Komische Oper Berlin
- 2007: Turandot, Theater Nordhausen
- 2007: Infinito Nero von Salvatore Sciarrino, Deutsche Oper Berlin
- 2008: Türkisch für Liebhaber, Neuköllner Oper
- 2009: Un ballo in maschera, Theater Nordhausen
- 2009: Carmen, Deutsche Oper Berlin
- 2009: Barbe-Bleue, Staatstheater Mainz
- 2010: Szenen aus dem Leben der Heiligen Johanna, Deutsche Oper Berlin
- 2010: My Fair Lady, Staatstheater Mainz
- 2011: Otello, Landestheater Coburg
- 2011: Der Freischütz, Theater Lüneburg
- 2012: Don Giovanni, Landestheater Coburg
- 2012: Così fan tutte, Theater Plauen-Zwickau
- 2015: Der König Kandaules, Staatstheater Augsburg
- 2024: Orphée et Euridice, Staatstheater Darmstadt

Quellen: 